# Departamento de Curuzú Cuatiá
Departamento de Curuzú Cuatiá är en kommun i Argentina.   Den ligger i provinsen Corrientes, i den nordöstra delen av landet, 600 km norr om huvudstaden Buenos Aires. Antalet invånare är 42 075.
Trakten runt Departamento de Curuzú Cuatiá består i huvudsak av gräsmarker. Runt Departamento de Curuzú Cuatiá är det mycket glesbefolkat, med 5 invånare per kvadratkilometer.